# Codrișoru, Bihor
Codrișoru (maghiară Szekatura) este un sat în comuna Aușeu din județul Bihor, Crișana, România.

 Acest articol despre o localitate din județul Bihor este deocamdată un ciot. Puteți ajuta Wikipedia prin completarea lui.